# Heliconia julianii
Heliconia julianii är en enhjärtbladig växtart som beskrevs av Humberto de Souza Barreiros. Heliconia julianii ingår i släktet Heliconia och familjen Heliconiaceae. Inga underarter finns listade.

## Bildgalleri

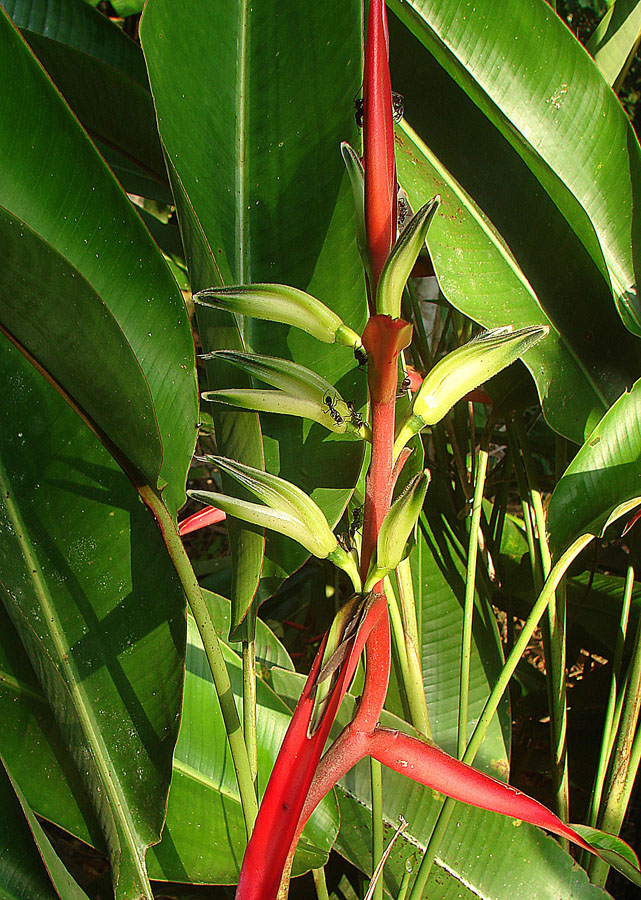